# 赤い砂漠
『赤い砂漠』（あかいさばく、原題：イタリア語: Il deserto rosso）は、1964年に製作・公開されたイタリア・フランス合作映画である。

## 概要
ミケランジェロ・アントニオーニが自らの脚本を基に監督、モニカ・ヴィッティとリチャード・ハリスが主演した。アントニオーニ監督初のカラー作品である。
ラヴェンナとサルデーニャ島でロケーションが行われた。

## あらすじ
イタリアの工場地帯。ジュリアナは、工場技師の夫ウーゴや息子バレリオと共に裕福に暮らすが、彼女は交通事故のショックからまだ立ち直れず、心の病を抱えたままでいる。この日も息子を連れて工場周辺を徘徊し、労働者が手にしていた食べかけのパンを無理に買い取って頬張るという異様な行動に出てしまう。
夫の工場を訪ねたジュリアナは、夫の旧友コラドを紹介される。コラドは父親の跡を継いだ企業家で、新工場のための技術者や労働者を募集するために来ている。ウーゴからジュリアナの病気のことを聞いたコラドは、彼女の立ち振る舞いに底深い孤独を見て関心を抱く。
数日後、コラドはウーゴ夫婦やその友人たちと海辺の小屋へ遊びに出かける。酒を飲んで男女6人の乱痴気騒ぎが繰り広げられるが、ジュリアナはいつになく明るい表情を見せるものの、ここでも周囲との接点が見いだせない。
やがて岸壁に外国船が入ってきて、伝染病者発生を知らせる旗が掲げられ、恐怖からみな一目散に小屋を後にする。車に戻ったジュリアナは突然一人で車に乗って桟橋を走り出し、その突端で急停車させる。それを見た友人たちは、彼女には自殺未遂の過去があることを知っているだけに、ただ黙って痛ましげに見守るばかりだった。
ウーゴが出張で出かけ、寂しさと心細さがジュリアナとコラドの距離を近づける。そして息子バレリオの脚が急に動かなくなったと訴えた時、心配したジュリアナは息子にせがまれて「島の少女」の話をする。きれいな砂浜に帆船が近づき、人は見えず去っていったが、浜には優しい歌声が流れてという彼女の心の渇望を表すかの内容だった。それからほどなくケロリとして歩き回るバレリオの姿を見た彼女は、息子でさえ私を必要としていないと思い込んでしまう。
錯乱状態になったジュリアナはコラドの部屋を訪れ、彼の腕の中に身を任せる。しかし、彼に助けられる訳もなく、かりそめの情事で心が満たされる訳もない。港の外国船に乗り違う世界に行きたいと思うが、船員とは言葉が通じないので諦める。
そして今日もジュリアナは息子を連れて工場周辺を徘徊する。孤独や不安のない世の中などない、何も変わりはしないと自らに言い聞かせる。

## キャスト
- ジュリアーナ：モニカ・ヴィッティ（吹替：二階堂有希子）
- コッラド：リチャード・ハリス
- ウーゴ：カルロ・キオネッティ

## スタッフ
- 製作：トニーノ・チェルヴィ
- 監督：ミケランジェロ・アントニオーニ
- 脚本：ミケランジェロ・アントニオーニ、トニーノ・グエッラ
- 音楽：ジョヴァンニ・フスコ
- 撮影：カルロ・ディ・パルマ
- 編集：エラルド・ダ・ローマ
- 美術：ピエロ・ポレット
- 衣裳：ジット・マグリーニ

## 映画賞受賞
- ヴェネツィア国際映画祭金獅子賞：ミケランジェロ・アントニオーニ
- ナストロ・ダルジェント撮影賞（カラー）：カルロ・ディ・パルマ
- カンザスシティ映画批評家協会賞海外映画賞（1967年度）